# Beuvry-la-Forêt
Beuvry-la-Forêt là một xã trong vùng Hauts-de-France, thuộc tỉnh Nord, quận Douai, tổng Orchies. Tọa độ địa lý của xã là 50° 27' vĩ độ bắc, 03° 17' kinh độ đông. Beuvry-la-Forêt nằm trên độ cao trung bình là 21 mét trên mực nước biển, có điểm thấp nhất là 14 mét và điểm cao nhất là 35 mét. Xã có diện tích 12,52 km², dân số vào thời điểm 1999 là 2762 người; mật độ dân số là 221 người/km².

## Thông tin nhân khẩu
| 1962  | 1968  | 1975  | 1982  | 1990  | 1999  |
| ----- | ----- | ----- | ----- | ----- | ----- |
| 1.794 | 1.804 | 1.869 | 2.175 | 2.337 | 2.762 |